# David Fitzsimons (Leichtathlet)
David Fitzsimons (David Thomas „Dave“ Fitzsimons; * 23. April 1950; † 7. September 2008) war ein australischer Mittel- und Langstreckenläufer.
1974 wurde er bei den British Commonwealth Games in Christchurch Neunter über 1500 m und Sechster über 5000 m.
Bei den Olympischen Spielen 1976 in Montreal kam er über 10.000 m auf den 14. Platz.
1977 wurde er über 5000 m Dritter beim Leichtathletik-Weltcup in Düsseldorf und siegte bei den Pacific Conference Games. Über dieselbe Distanz verzichtete bei den Commonwealth Games 1978 in Edmonton auf einen Start im Finale, wurde Siebter beim Leichtathletik-Weltcup 1979 in Montreal und erreichte bei den Olympischen Spielen 1980 in Moskau das Halbfinale.
Je viermal wurde er Australischer Meister über 5000 m (1974, 1977–1979) und 10.000 m (1976–1979).

## Persönliche Bestzeiten
- 1500 m: 3:39,92 min, 31. Januar 1974, Christchurch
- 2000 m: 5:06,6 min, 2. August 1978, Edmonton
- 3000 m: 7:48,74 min, 6. Juli 1978, Göteborg
- 5000 m: 13:17,42 min, 4. September 1977, Düsseldorf
- 10.000 m: 28:04,64 min, 9. September 1977, London